# Euchromius brunnealis
Euchromius brunnealis là một loài bướm đêm trong họ Crambidae.